# Neuenburg am Rhein

Logo für Öffentlichkeitsarbeit der Stadt Neuenburg am Rhein

Neuenburg am Rhein (bis 1975 Neuenburg) ist eine Kleinstadt im Landkreis Breisgau-Hochschwarzwald in Baden-Württemberg (Deutschland).
Im Hoch- und im Spätmittelalter war Neuenburg eine selbstständige Reichsstadt im Heiligen Römischen Reich.

## Geografie

### Geografische Lage
Neuenburg liegt erhöht am rechten Ufer des Altrheins auf einer Terrasse zwischen Vogesen und Schwarzwald auf halbem Weg zwischen Freiburg im Breisgau und Basel an der früheren Einmündung des Klemmbachs in den Rhein.
Hier kreuzt sich ein Weg aus dem Schwarzwald (Todtnau) nach Mülhausen (F), die heutige Bundesstraße 378, mit dem alten Wasserverkehrsweg Rhein. Außerdem befand sich hier zu Zeiten der Stadtgründung durch die Zähringer eine der wenigen Furten über den Rhein. Im Talweg des Altrheins liegt die Staatsgrenze zwischen Deutschland und Frankreich. Parallel zum Altrhein verläuft heute auf der Seite Frankreichs der Rheinseitenkanal (Grand Canal d'Alsace).

### Ausdehnung des Stadtgebiets
Das Stadtgebiet verläuft entlang des Altrheins und liegt überwiegend auf einem Teil der Rheinebene mit dem Rheinwald sowie der Niederterrasse. Die Gemarkung des Ortsteils Steinenstadt enthält als Exklave zusätzlich einen Weinberg in der Vorbergzone zwischen den Orten Auggen und Schliengen. Darüber hinaus besitzt die Stadt einen Eichwald im Schwarzwald.

### Nachbargemeinden
Nachbargemeinden sind im Norden Hartheim und Eschbach (Markgräflerland), im Nordosten Heitersheim und Buggingen, im Osten Müllheim im Markgräflerland und Auggen, im Südosten Schliengen und im Süden Bad Bellingen. Westlich des Rheins liegen in der Nachbarschaft im Elsass (F) direkt gegenüber die Gemeinde Chalampé, außerdem Ottmarsheim und Bantzenheim.

### Stadtgliederung
Neben dem Kernort Neuenburg (mit dem Wohnplatz Wasserbaumeisterei und der in den 1950er Jahren gegründeten Siedlung Im Stein) hat die Stadt drei Ortsteile: Steinenstadt, Grißheim (mit dem Wohnplatz Rheinwärterhaus), Zienken. Im Stadtteil Steinenstadt liegt die abgegangene Ortschaft Rinken.
| Stadtteil         | Fläche    | Einwohner |
| Kernort Neuenburg | 16,64 km² | 8.774     |
| Steinenstadt      | 7,50 km²  | 1.486     |
| Grißheim          | 15,68 km² | 1.541     |
| Zienken           | 4,30 km²  | 864       |

Einwohnerzahlen zum 30.09.2023
Das Stadtgebiet schließt eine Exklave am Kilberg zwischen Auggen und Schliengen, mit etwas Wald und vor allem Rebflächen, direkt südlich der Gemarkung Auggen und direkt östlich der Bundesstraße 3, mit ein.

## Geschichte

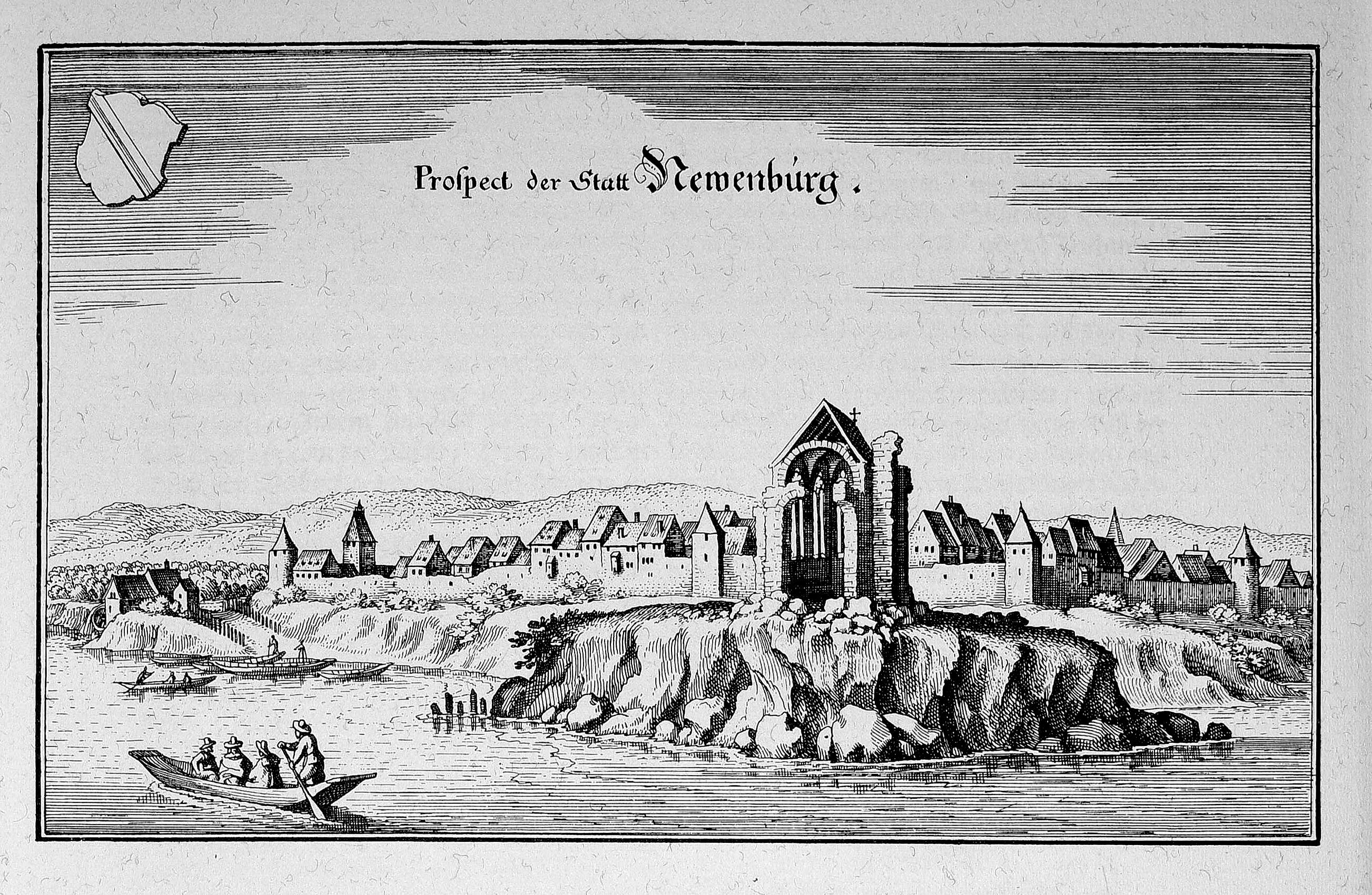
Prospect der Statt Newenburg aus der Topographia Alsatiae, &c. Completa von Matthäus Merian, ca. 1660, in: Topographia Germaniae; Rest des vom Rheinhochwasser hinweg gerissenen Münsters: der Chor

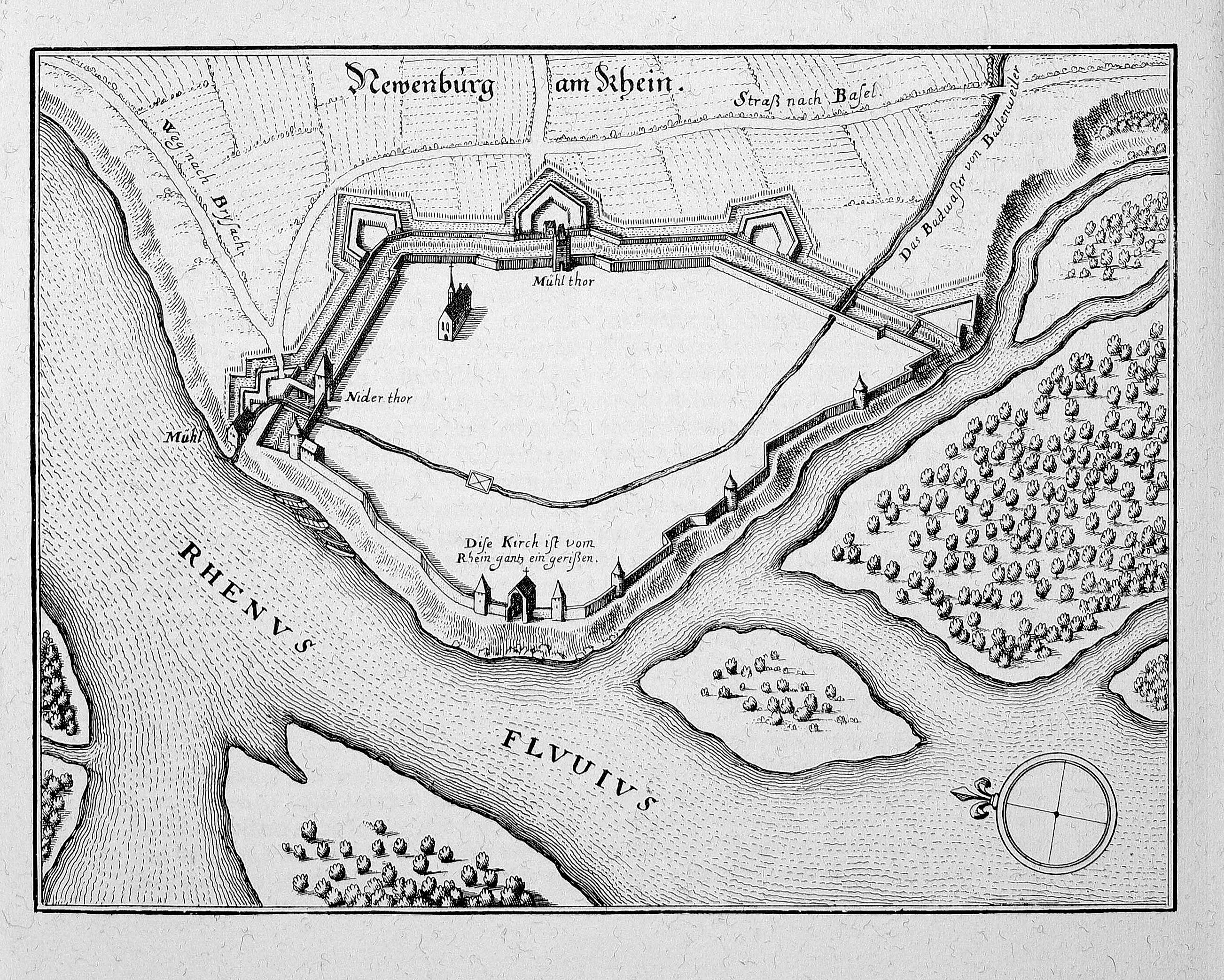
Karte Newenburg am Rhein von Matthäus Merian aus der Topographia Germaniae, ca. 1660: Das Badwaßer von Badenweiler läuft durch die Stadt und das Niderthor bei der Mühl in den Rhein; Die Kirch ist vom Rhein ganz eingerissen

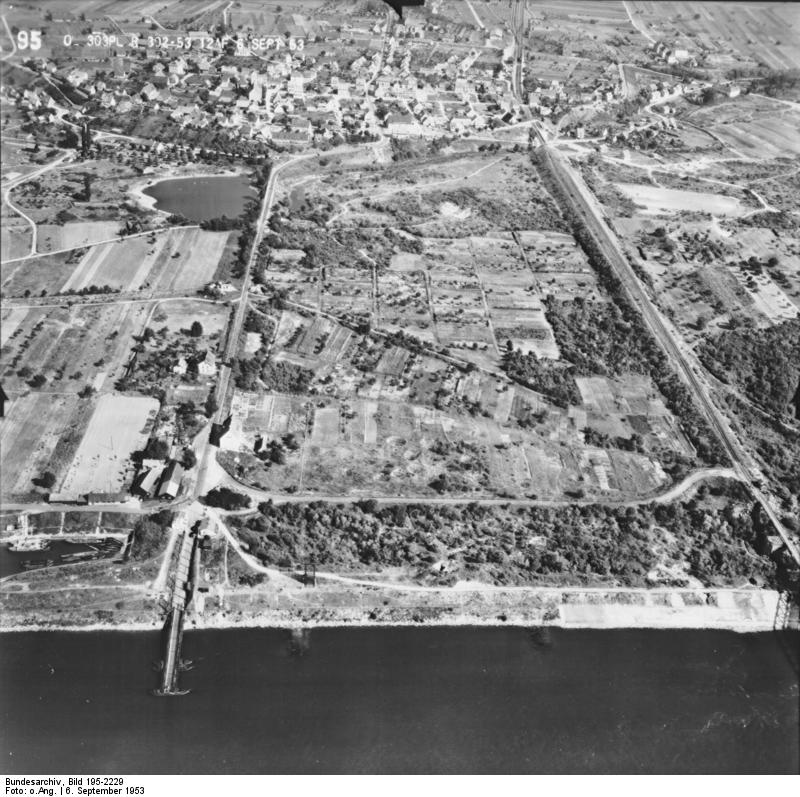
Luftbild der Stadt von Westen her von einer Rheinbefliegung der Alliierten („6. September 1953“): links die Straße nach Chalampé mit Teilen der provisorischen Pontonbrücke über den Rhein, oben links das Wuhrloch, unten links ein Eck des heute nicht mehr existierenden Rheinhafens; rechts die Bahnstrecke Müllheim–Mulhouse mit Schattenwurf der Reste der von der Wehrmacht auf dem Rückzug am 9. Februar 1945 gesprengten Eisenbahnbrücke über den Rhein (Bild datiert von vor der Fertigstellung des Rheinseitenkanals)

### Bis zum 19. Jahrhundert
Die Stadt wurde 1175 von Herzog Berthold IV. von Zähringen in der typischen Zähringer-Bauweise in Kreuzform als Sicherung von zwei sich kreuzenden Wegen gegründet. Anlass der Stadtgründung waren Expansionsversuche der Staufer von ihrem Besitz Badenweiler in ihre Besitzungen im benachbarten Elsass. Die Zähringer sicherten damit den Rheinübergang und konnten von den Benutzern Tribut verlangen. Sie starben allerdings 1218 aus.
Das Kloster Gutnau wurde gemäß der Nachricht aus dem Liber Originum des Abtes Caspar Molitoris von Guta, einer Nonne aus dem Kloster Sitzenkirch, mit Hilfe einer erhaltenen Erbschaft im Jahr 1181 gegründet. Das erste Klostergebäude befand sich wohl unmittelbar am Rhein, wurde aber später weiter vom Ufer entfernt gegen Auggen wieder errichtet.
1219 wurde Neuenburg am Rhein durch König Friedrich II. zur freien Reichsstadt erklärt. 1274 wurde dies bestätigt.  Im Mittelalter erlebte die Stadt eine Blütezeit und gewann aufgrund der Lage an einem Rheinübergang große politische Bedeutung. Zwischen 1272/73 und 1283 war Johannes Brunwart Schultheiß von Neuenburg. Er fand als Brunwart von Ǒghein mit fünf konventionell zu nennenden höfischen Minneliedern Eingang in die Große Heidelberger Liederhandschrift des frühen 14. Jahrhunderts (Codex Manesse, 258v.).
Am 24. Dezember 1292 erhielt die Stadt von König Adolf von Nassau das Adolphinische Privilegium. 1302 zerstörte ein verheerendes Hochwasser des Rheins nahezu die halbe Stadt. 1311 kam die Stadt an die Habsburger und wurde damit ein Teil von Vorderösterreich. 1403 erweiterte König Ruprecht das Stadtrecht. 1525 zerstörte erneut ein Hochwasser die halbe Stadt sowie das ehemals prachtvolle Münster bis auf den Chor.
In den Jahren 1618 bis 1648 fand der Dreißigjährige Krieg statt. Truppen verschiedener Herkunft zogen durch die Stadt; sie und die gesamte Umgebung mussten verschiedene Besatzungen, viele Plünderungen sowie Zerstörungen erdulden. Der Bevölkerungsverlust war sehr hoch. 1639 verstarb in der Stadt der Feldherr Bernhard von Sachsen-Weimar. 1675 wurde das Neuenburger Kapuzinerkloster, das erst 1612 errichtet worden war, durch Vauban geschleift. Auch im Spanischen Erbfolgekrieg geriet Neuenburg in das Kriegsgebiet, besonders vor der Schlacht bei Friedlingen in der Nähe von Basel am 14. Oktober 1702. Nach zwei Jahren französischer Besetzung wurde Neuenburg auf Befehl des französischen Königs Ludwig XIV. im April 1704 vollständig zerstört und die Bevölkerung fand insbesondere Aufnahme im Hoheitsgebiet des Fürstbistums Basel in Schliengen und Steinenstadt. In den folgenden Jahren und Jahrzehnten fanden weitere Erbfolgekriege statt. Es gab immer wieder Zusammenstöße zwischen Habsburg auf der rechten Rheinseite und Frankreich auf der linken Rheinseite, dabei wechselte Neuenburg als so genannte Frontstadt je nach Besatzung öfters die Herrschaft.
Nach der Eroberung der rechtsrheinischen Gebiete durch Napoléon Bonaparte und die Neuordnung der Besitzverhältnisse durch ihn verloren die Habsburger die Gebiete Vorderösterreichs. 1806 wurde die Stadt Neuenburg in das 1806 neu gegründete Großherzogtum Baden eingegliedert, das 1871 ein Bundesstaat des Deutschen Reiches wurde.

#### 1893: Stadtpfarrer Daniel Danner
1891 kam Daniel Danner (* 1823 Münsingen, † 28. September 1900, Neuenburg am Rhein) als Pfarrverweser nach Neuenburg, neben Karl Rollfuß Mit-Initiator des St. Josefshaus Herten, eine der frühesten Hilfseinrichtungen in der Region und eine der größten in Südbaden für Menschen mit Behinderungen. Danner zum Dank soll, so lange das St. Josefshaus besteht, dort „abwechselnd ein Kind aus Neuenburg und ein Kind aus Münsingen unentgeltlich aufgenommen werden“. 1893 dann wurde Danner vom Freiburger Erzbischof vor Ort als Stadtpfarrer eingesetzt: Vom Pädagogen Friedrich Fröbel inspiriert, richtete der Stadtpfarrer alsbald eine „Kleinkinderanstalt“ ein, sie wurde zunächst von 70 Kindern besucht und dann bald zu klein, worauf er 1895 mit persönlichem Einsatz und eigenen Finanzmitteln auf einem von der Stadt zur Verfügung gestellten Grundstück gegenüber dem St.-Jacobus-Kaplaneihaus (heute ehemalige Kaplanei an der Breisacher Straße) einen Neubau errichten ließ, eine „Kleinkinderschule“. Im September 1899 präsentierte er darüber hinaus Baupläne für ein „Schwesternhaus“ an der heutigen Friedhofstraße, was aber aufgrund seines plötzlichen Tods nicht mehr in Betrieb ging. Eine weitere von Danner geplante Einrichtung für die Ausbildung junger Frauen kam so nicht mehr zur Ausführung. 1940 wurde der Kindergarten mit der Stadt zerstört; nur das Altarkreuz der ebenfalls 1940 ausgebrannten Mariä-Himmelfahrts-Kirche, heute Vortragekreuz der Liebfrauenkirche, erinnert mit einer kleinen Gedenkplakette auf der Rückseite an Daniel Danner.

### 20. Jahrhundert
Nach dem Angriff der Wehrmacht 1940 auf Frankreich geriet Neuenburg als Frontstadt unter Beschuss. Es war die erste deutsche Stadt, die während des Zweiten Weltkrieges vollständig zerstört wurde.
Am 9. Februar 1945 zogen sich nach Kämpfen um den Brückenkopf Elsass die letzten deutschen Truppen über die Brücke von Chalampé nach Neuenburg zurück und sprengten die Brücke um 8 Uhr, womit der Kampf um diesen Brückenkopf endete. 1962/63 wurde der Neubau einer Straßen- kombiniert mit einer einspurigen Eisenbahnbrücke über den nun in „Altrhein“ und Rheinseitenkanal geteilten Rhein fertiggestellt und am 17. August 1963 eingeweiht.
Im April 1945 endete nach der Eroberung durch die französische Armee für Neuenburg der Zweite Weltkrieg. Die Stadt wurde Teil der französischen Besatzungszone und Teil des Landes Baden, das sich 1952 mit Württemberg-Hohenzollern und Württemberg-Baden zum neuen Bundesland Baden-Württemberg vereinigte.
Am 19. Dezember 1959 wurde die Strecke Neuenburg-Märkt des neuen Rheinseitenkanals feierlich eingeweiht.

### Kreis- und Gemeindereform 1973 und Eingemeindungen
Entgegen der Pläne der Landesregierung gelang es dem damaligen Bürgermeister Max Schweinlin zu verhindern, dass Neuenburg seine Selbständigkeit verlor und eingemeindet wurde. Am 1. Dezember 1971 wurde Zienken nach Neuenburg eingemeindet. Am 1. Januar 1974 erfolgte die Eingemeindung von Grißheim. Die Gemeinde Steinenstadt wurde am 1. Januar 1975 eingemeindet. Den Namenszusatz am Rhein trägt die Stadt seit dem 18. März 1975.

## Politik

### Gemeinderat

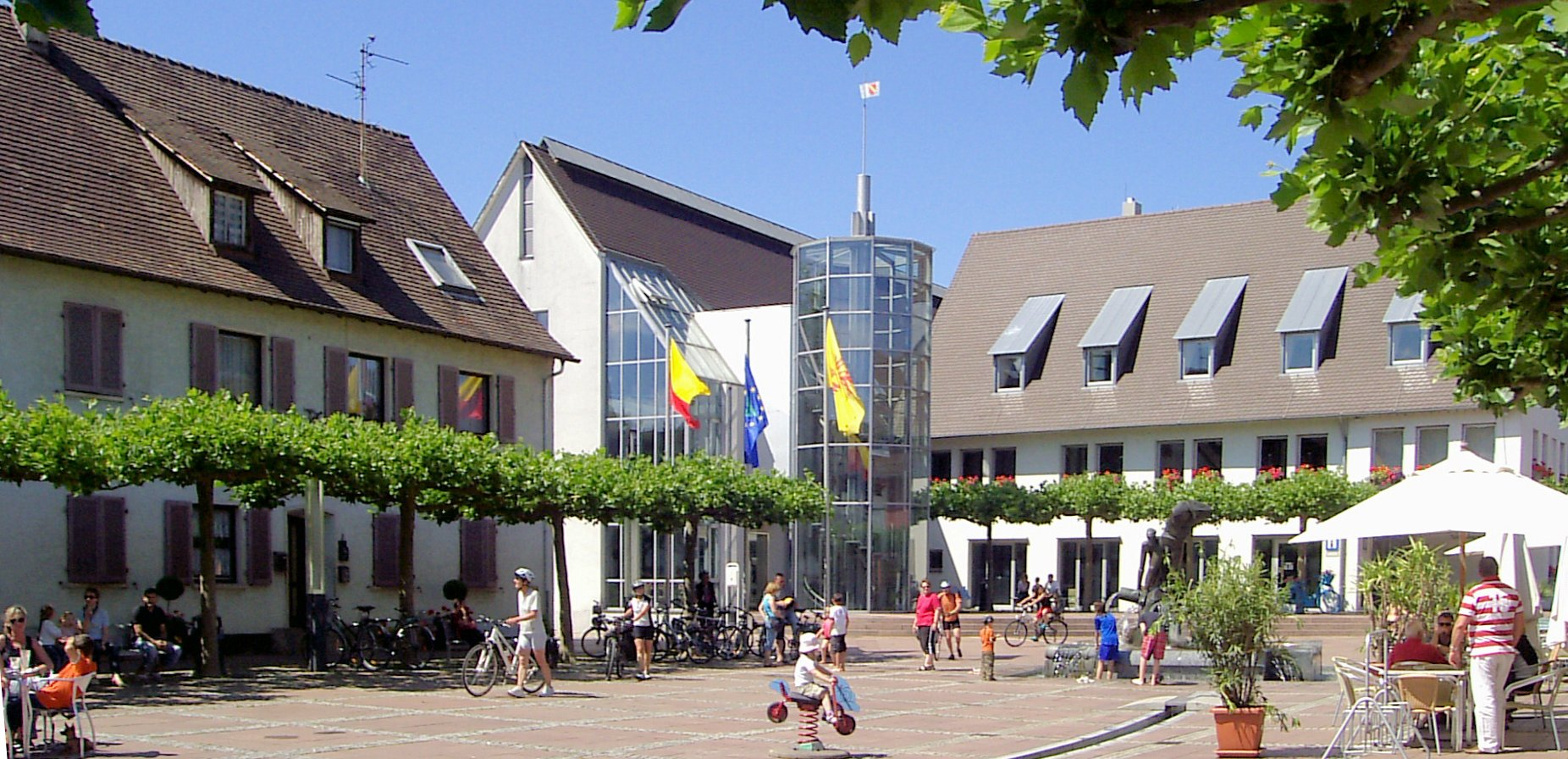
Rathausplatz

Der Gemeinderat besteht aus den gewählten ehrenamtlichen Gemeinderäten und dem Bürgermeister als Vorsitzendem. Der Bürgermeister ist im Gemeinderat stimmberechtigt. In Neuenburg wird der Gemeinderat nach dem Verfahren der unechten Teilortswahl gewählt. Dabei kann sich die Zahl der Gemeinderäte durch Überhangmandate verändern.
Nach der letzten Kommunalwahl am 9. Juni 2024 hat der Gemeinderat 23 gewählte Mitglieder. Die Wahl brachte folgendes Ergebnis:
| Parteien und Wählergemeinschaften | Parteien und Wählergemeinschaften       | 2024   | 2024   |        | 2019   | 2019   | 2014   | 2014 |
| Parteien und Wählergemeinschaften | Parteien und Wählergemeinschaften       | %      | Sitze  | %      | Sitze  | %      | Sitze  |      |
| FWN                               | Freie Wählervereinigung Neuenburg e. V. | 51,7   | 12     | 46,6   | 11     | 36,4   | 9      |      |
| CDU                               | Christlich Demokratische Union          | 32,9   | 8      | 35,8   | 9      | 43,2   | 10     |      |
| SPD                               | Sozialdemokratische Partei Deutschlands | 13,7   | 3      | 17,6   | 4      | 20,4   | 5      |      |
| AfD                               | Alternative für Deutschland             | 1,7    | –      | –      | –      | –      | –      |      |
| Gesamt                            | Gesamt                                  | 100    | 23     | 100    | 24     | 100    | 24     |      |
| Wahlbeteiligung                   | Wahlbeteiligung                         | 55,9 % | 55,9 % | 50,9 % | 50,9 % | 39,4 % | 39,4 % |      |

### Bürgermeister
| Amtszeit    | Name                           |
| ----------- | ------------------------------ |
| 1900–1909   | Franz Boll                     |
| 1909–1919   | Erhard Wirz                    |
| 1919–1928   | Franz Boll                     |
| 1928–1946   | Eduard Linsenboll              |
| 1946–1957   | Rudolf Raeck                   |
| 1957–1965   | Karl Gaulrapp                  |
| 1965–1991   | Max Schweinlin                 |
| 1991–2023   | Joachim Schuster (CDU)         |
| 2023 – dato | Jens Fondy-Langela (parteilos) |
| Quelle:     |                                |

Seit dem 1. Juni 2023 ist der parteilose Jens Fondy-Langela Bürgermeister von Neuenburg. Er wurde am 19. März 2023 mit 72,1 Prozent der Stimmen gewählt.

Stadtwappen
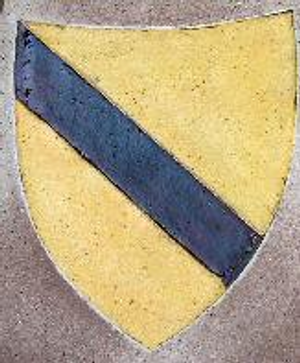
Stadtwappen um 1175
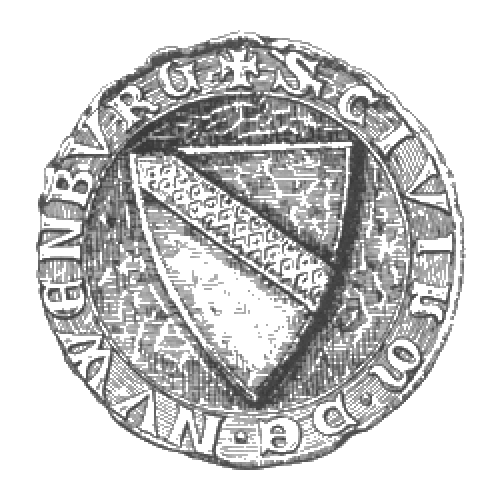
Stadtsiegel
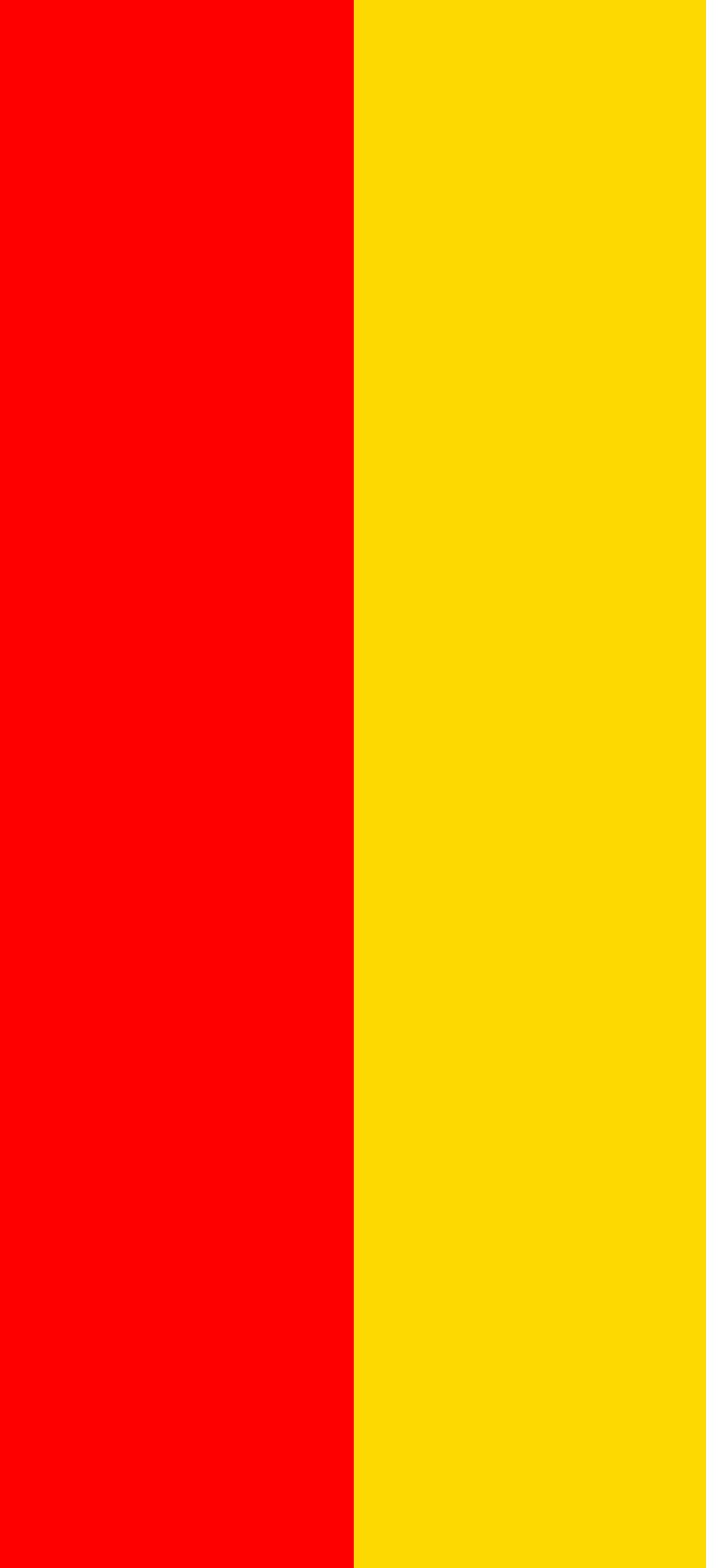
Stadt- Flagge

### Wappen
Die Blasonierung des Wappens lautet: „In Rot ein goldener Schrägbalken“, wie in Umkehrung des Wappen Badens.
Es hat jedoch wenig mit letztgenanntem zu tun, da Neuenburg als Reichsstadt bzw. als vorderösterreichische Landstadt erst 1806 zu Baden kam.

### Städtepartnerschaften
Neuenburg am Rhein ist eine der zwölf Zähringerstädte, die von den Zähringern entweder gegründet oder wesentlich aufgebaut wurden und untereinander Austausch pflegen.

## Kultur und Sehenswürdigkeiten

### Landesgartenschau 2022

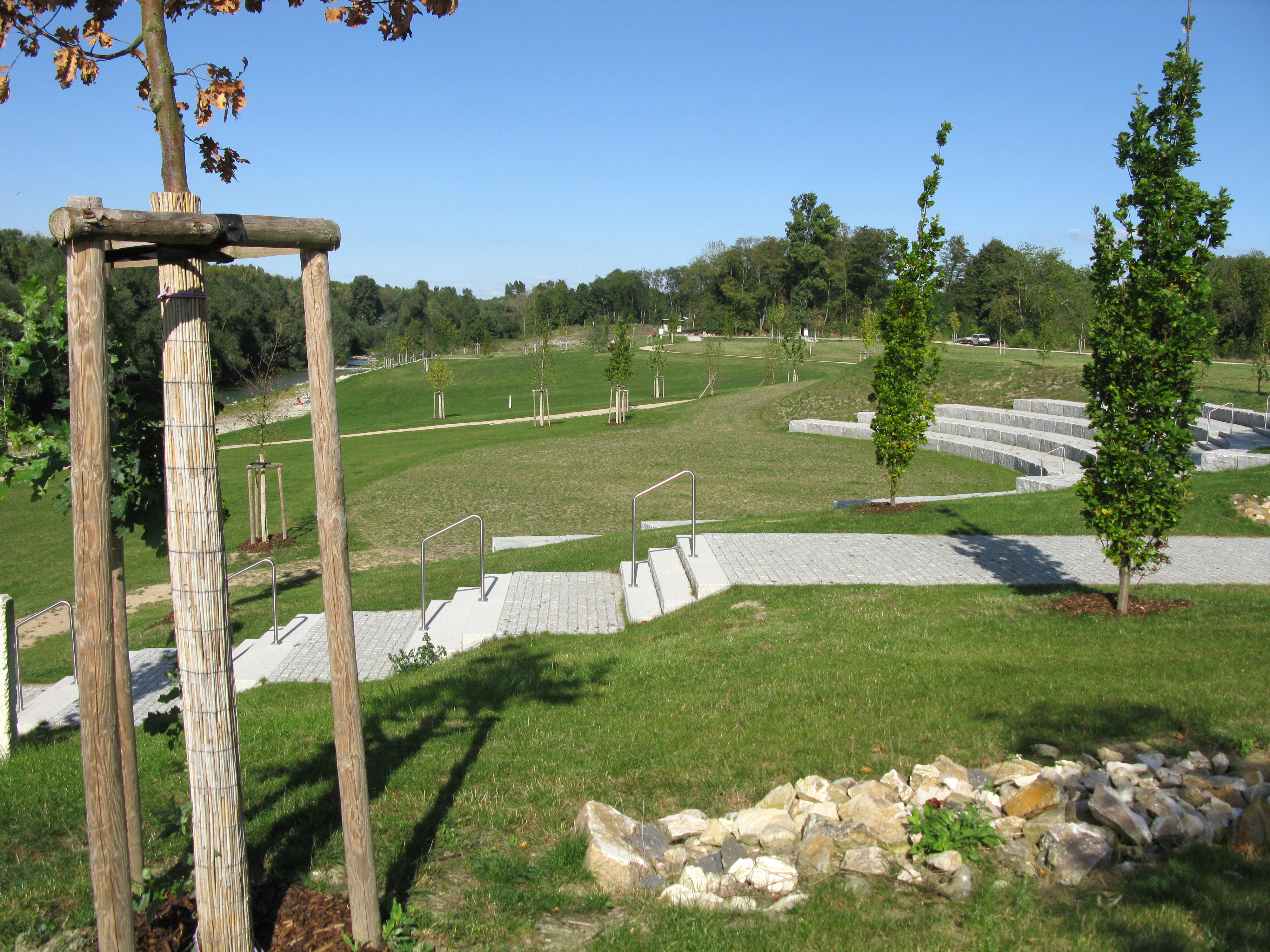
Rheingärten

Die Vorbereitungen zur Ausrichtung der baden-württembergischen Landesgartenschau, die von 22. April bis 3. Oktober 2022 in Neuenburg stattfand, erfolgten bereits seit 2011, u. a. durch Anpassungen des betreffenden Flächennutzungsplans, auch im Zuge des Stadtentwicklungsprojekts Neuenburg zum Rhein sowie der lokalen Umsetzung des Integrierten Rheinprogramms (IRP) zum Hochwassermanagement vor allem am Unterlauf des Rheins.

### Geschichts- und Kulturkreis
1982 wurde auf Initiative des in Neuenburg lebenden Kunsthistorikers Hans Jakob Wörner und des Bürgermeisters Max Schweinlin zur Erforschung und Besichtigung der Kulturschätze der aneinander grenzenden Regionen Sundgau, Breisgau und Elsass der Geschichts- und Kulturkreis Neuenburg gegründet.

### Nepomukfest
Das alljährlich abgehaltene Nepomukfest gilt als das älteste Straßenfest Baden-Württembergs. Es wurde 1968 vom damaligen Bürgermeister Max Schweinlin initiiert und findet immer am zweiten Juliwochenende des Jahres um den Französischen Nationalfeiertag 14. Juli statt um die Verbundenheit zwischen Deutschland und Frankreich zu betonen. Traditionell beginnt es Freitag um 17.00 Uhr und endet Montag mit einem großen Feuerwerk.

### Stadtmuseum

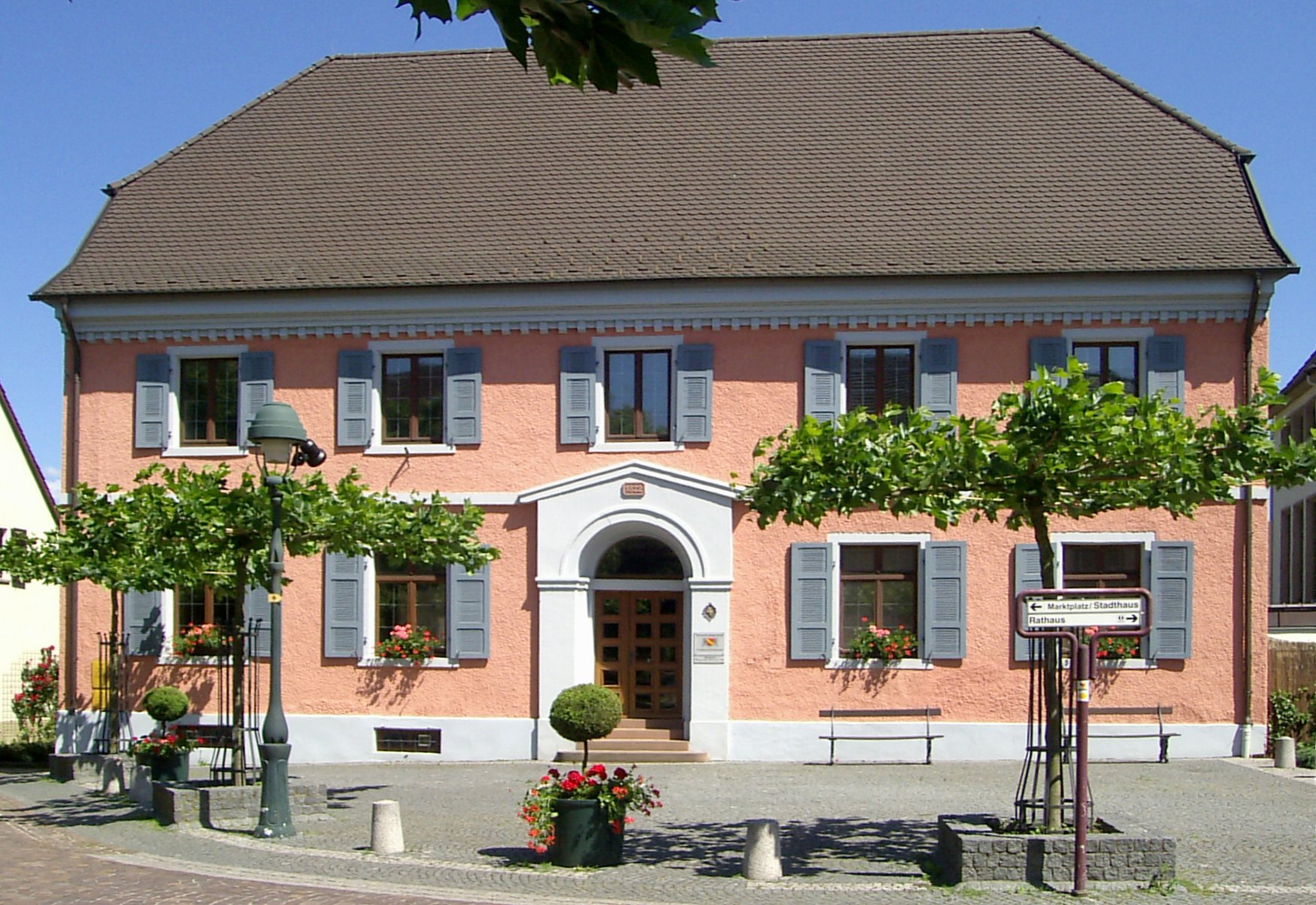
Neuenburger Stadtmuseum

Im 1828 über der alten Stadtmauer und dem ehemaligen Stadtgraben errichteten Rathaus am Franziskanerplatz befindet sich seit 1988 das Museum für Stadtgeschichte mit seiner stadtgeschichtlichen Sammlung. Das klassizistische Bauwerk ist eines der wenigen Gebäude Neuenburgs, die den Zweiten Weltkrieg überstanden. Das Museum versucht, die Frühgeschichte im Raum Neuenburg darzustellen. Zugleich dokumentiert es die Geschichte der Stadt von der frühesten urkundlichen Erwähnung bis zum Übergang an das Großherzogtum Baden im Jahre 1806. Darüber hinaus zeigt die Sammlung die Bedeutung des Rheines für die Stadt, inklusive der Rheinregulierung durch Tulla und deren Folgen. Weiterer Schwerpunkt ist die Dokumentation der Stadt vor den Zerstörungen im Zweiten Weltkrieg.

### Wuhrlochpark

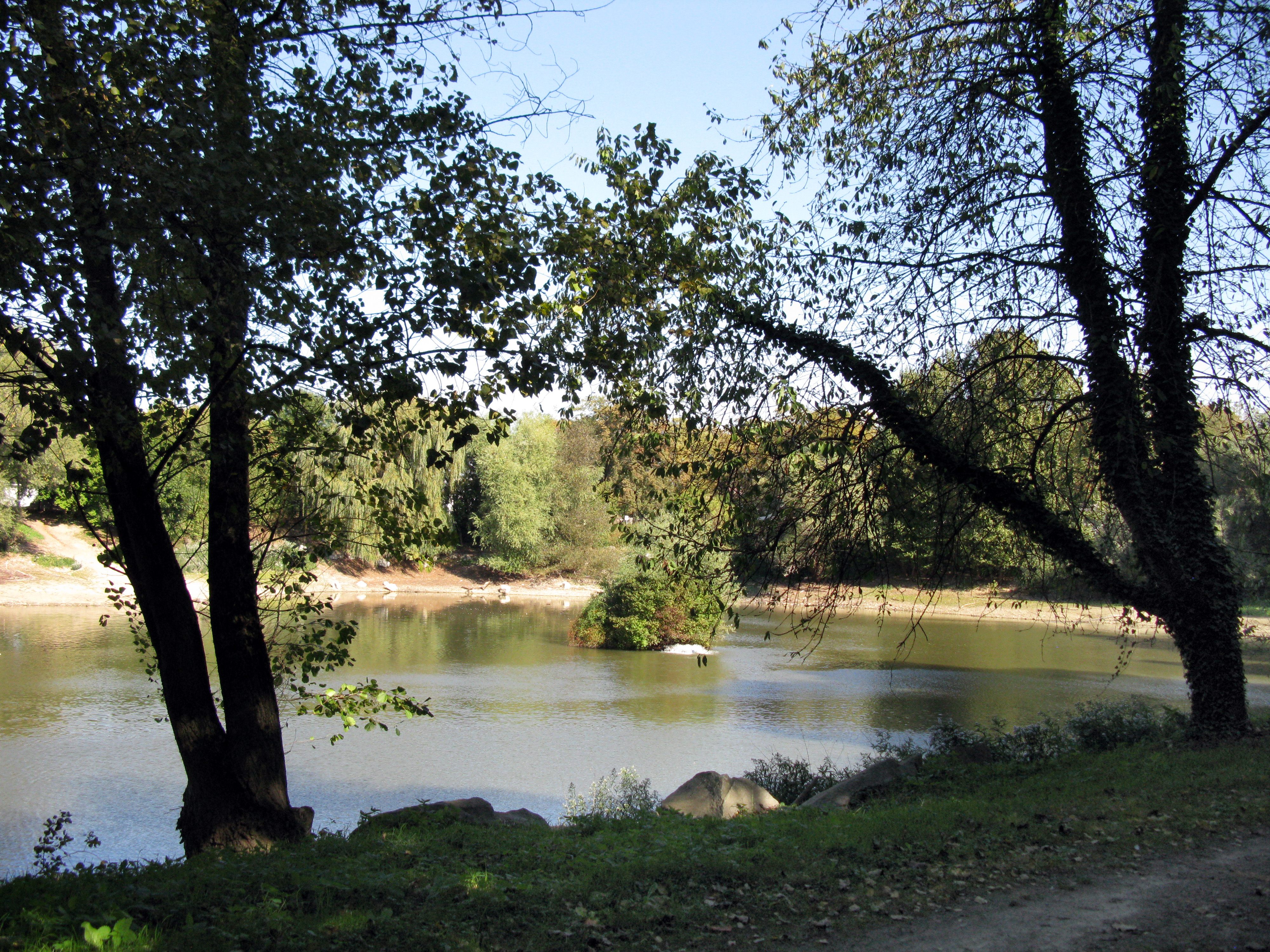
Wuhrloch

Der Wuhrlochpark ist ein Naherholungsgebiet der Stadt. Hier finden sich am Wuhrloch, in welchen der Klemmbach mündet, ein Freizeitsportzentrum, eine Minigolfanlage sowie die Stadtbücherei. Das Wuhrloch entstand als Kolk bei einem Rheinhochwasser 1876; 1908 wurde eine Tiefe von 18 Metern gemessen.
Ab 1940 wurden hier in einer Barackensiedlung die durch Beschuss der Stadt im Zweiten Weltkrieg obdachlos gewordenen Bürger untergebracht. Der damalige Gauleiter und Reichsstatthalter Robert Wagner hatte sie am 15. September 1940 bei einer groß angelegten Kundgebung der NSDAP eröffnet. Die letzten dieser Baracken wurden Ende der 1960er Jahre abgerissen, parallel entstand ab dieser Zeit im benachbarten so genannten Mühleköpfle im an die Stadt angrenzenden Tiefgestade teilweise in Selbsthilfe ein neuer Stadtteil.

## Religionen

### Konfessionsstatistik
Mit Stand 31. Dezember 2016 waren von den Einwohnern 35,3 % römisch-katholisch, 26,7 % evangelisch und 37,3 % waren konfessionslos oder gehörten einer anderen Religionsgemeinschaft an. Die Zahl der Protestanten und Katholiken ist seitdem gesunken. Mit Stand 31. Dezember 2019 waren von den Einwohnern 32,7 % katholisch, 25,7 % evangelisch und 41,6 % waren konfessionslos oder gehörten einer anderen Religionsgemeinschaft an.
Die Bevölkerung der Stadt Neuenburg am Rhein war früher als Teil Vorderösterreichs überwiegend katholisch, mittlerweile hat sich das Zahlenverhältnis zu den Angehörigen des evangelischen Glaubens ausgeglichen.

### Erlöserkirche

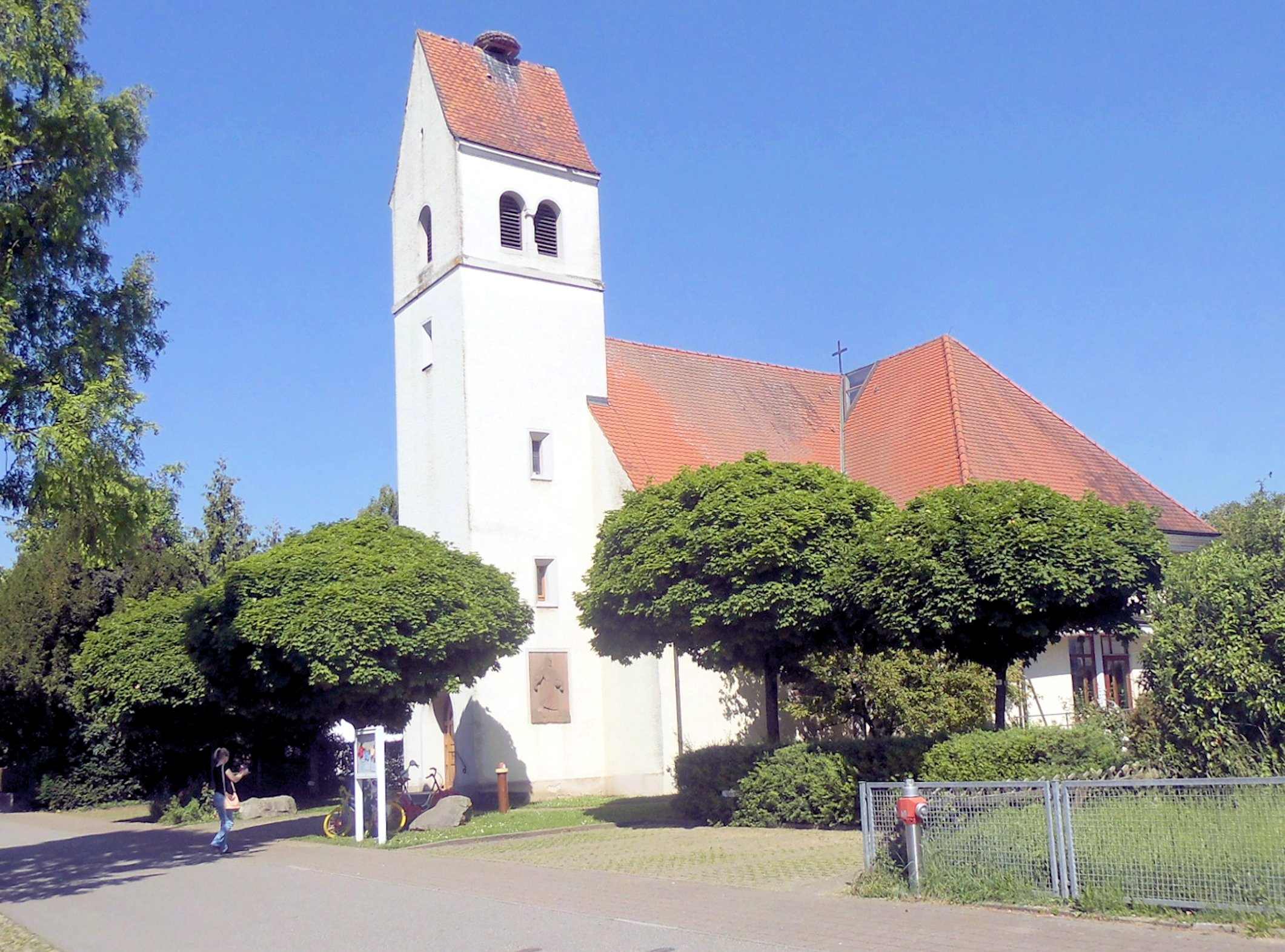
Erlöserkirche (protestantisch)

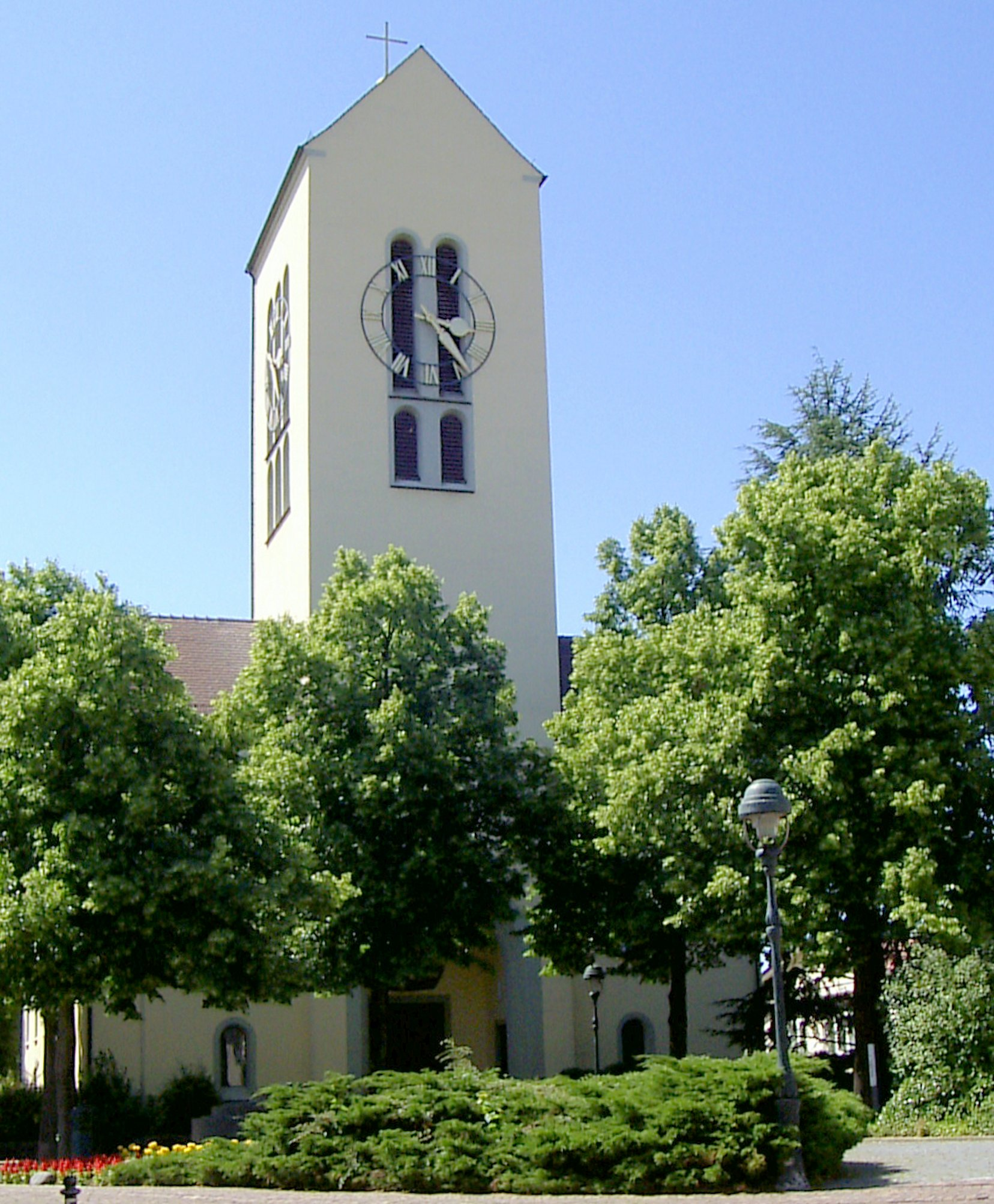
Liebfrauenkirche (katholisch)

Fünf Jahre nach dem Anschlag der 95 Thesen von Martin Luther an der Wittenberger Stadtkirche beschloss der Stadtrat, den Prediger der Neuen Lehre Otto Brunfels nach Neuenburg zu berufen, doch schon 1524 musste er die Stadt auf Verlangen der Vertreter der österreichischen Städte Breisach, Endingen, Waldkirch sowie Freiburg wieder verlassen. Vor dem Ersten Weltkrieg hatte Neuenburg nur wenig evangelische Einwohner, 1929/1930 lediglich 150. 1927 überwies der Evangelische Oberkirchenrat der Gemeinde 2000 Reichsmark als Zuschuss zur Erbauung einer evangelischen Kirche am Ort; 1927 wurde ein Baugrundstück erworben. 1929 wurde der Grundstein für den Bau des Gotteshauses nach einem Entwurf des Freiburger Architekten Wildmann gelegt; für die künstlerische Ausgestaltung war der aus Triberg stammende Karl Josef Fortwängler beauftragt worden. Der Bau wurde am 14. Juni 1930 eingeweiht und seiner Bestimmung übergeben. Er überlebte als eines der wenigen Bauwerke Neuenburgs den Feuersturm nach der Bombardierung im Zweiten Weltkrieg am 11. Juli 1940.

### Katholische Liebfrauenkirche
Am Standort der heutigen katholische Liebfrauenkirche befanden sich mehrere Vorgängerkirchen. Als erster überlieferter Bau gilt eine Franziskaner-Klosterkirche der Barfüßer aus dem 13. Jahrhundert. Sie wurde im Holländischen Krieg (1675) bis auf den Chor zerstört. Vier Jahre später wurde notdürftig ein Zelt am Chor befestigt, das 1699 einem Notbau wich. 1704 wurde die Kirche im Spanischen Erbfolgekrieg völlig zerstört. 1725 bis 1727 errichtete Baumeister Simon Hüttle eine neue Kirche, deren Chor von 1886 bis 1890 erneuert wurde. Glasfenster schufen Rudolf und Otto Linnemann aus Frankfurt im Jahr 1903, Unterlagen hierzu befinden sich im Linnemann-Archiv.
Der Turm blieb bestehen und wurde erhöht. Im Zweiten Weltkrieg brannte die Kirche 1940 völlig aus und musste gesprengt werden. Der heutige Bau entstand nach einem Entwurf des Freiburger Architekten Gregor Schroeder (1906–1976) aus dem Jahr 1953. Der erste Gottesdienst fand hier am 22. November 1953 statt.

## Wirtschaft und Infrastruktur

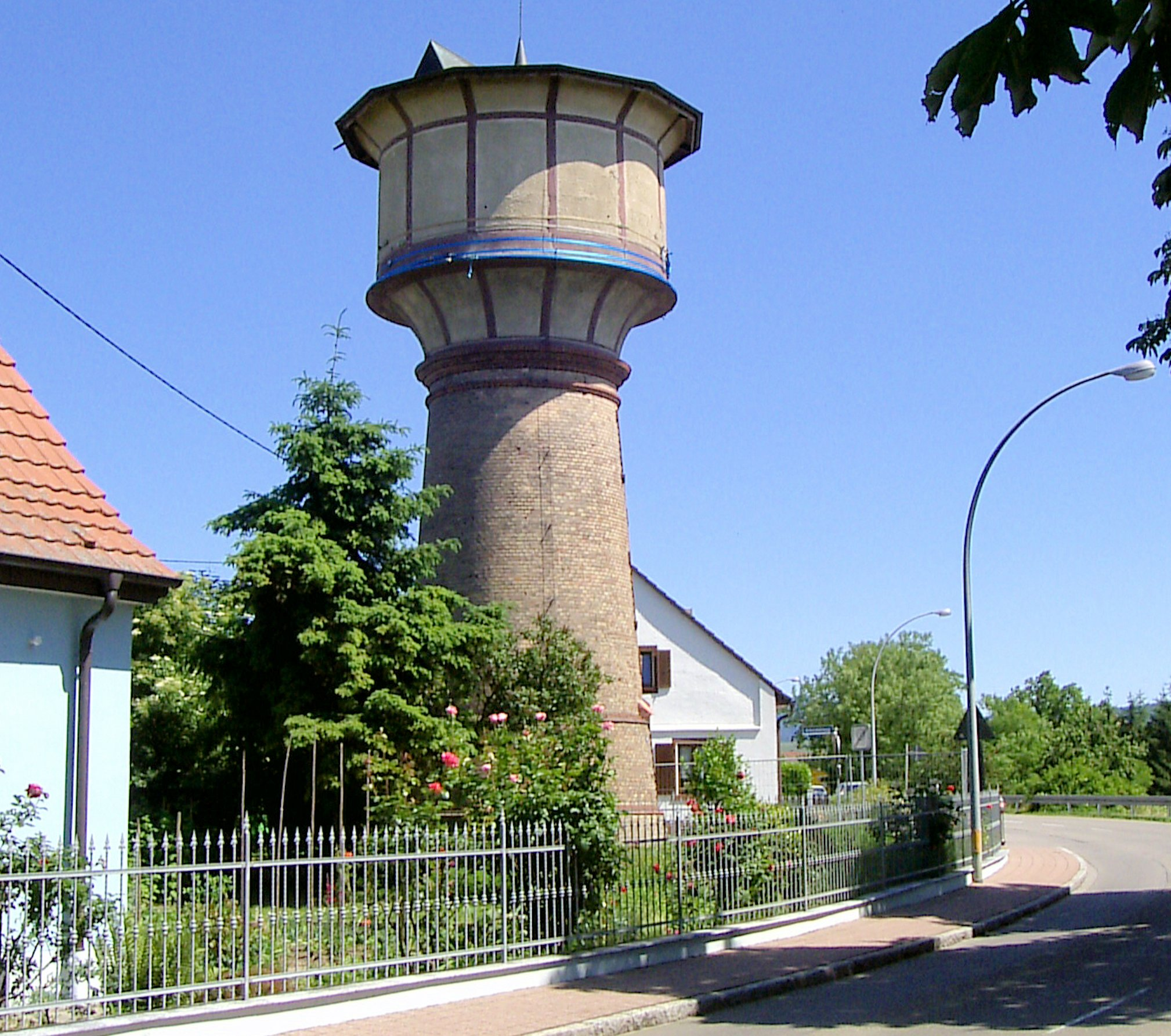
Wasserturm Neuenburgs

Die Neuenburger Industrie, ihr Gewerbe und Handel sind Arbeitgeber für rund 4000 Menschen. Zu den größten ansässigen Unternehmen zählen Vibracoustic, Losan, K & U Bäckerei, Rexam, Contura (Vitra), Rheinmetall und Romaco.

### Ehemaliger Rheinhafen
In Neuenburg befand sich vor der Rheinkorrektur unter Tulla ein kleiner Hafen; die Reste einer dazugehörenden Kranbahn wurden Ende 2013 im Zuge von Vorarbeiten zur lokalen Umsetzung des integrierten Rheinprogramms (IRP) sowie der in diesem Bereich stattfindenden Landesgartenschau 2022 freigelegt und später abgebrochen.

### Verkehr
Schon im frühen Mittelalter befand sich bei Neuenburg eine Furt über den Rhein. Bis heute ist Neuenburg ein Verkehrsknotenpunkt mit direkter Anbindung nach Frankreich.

#### Eisenbahn/ÖPNV

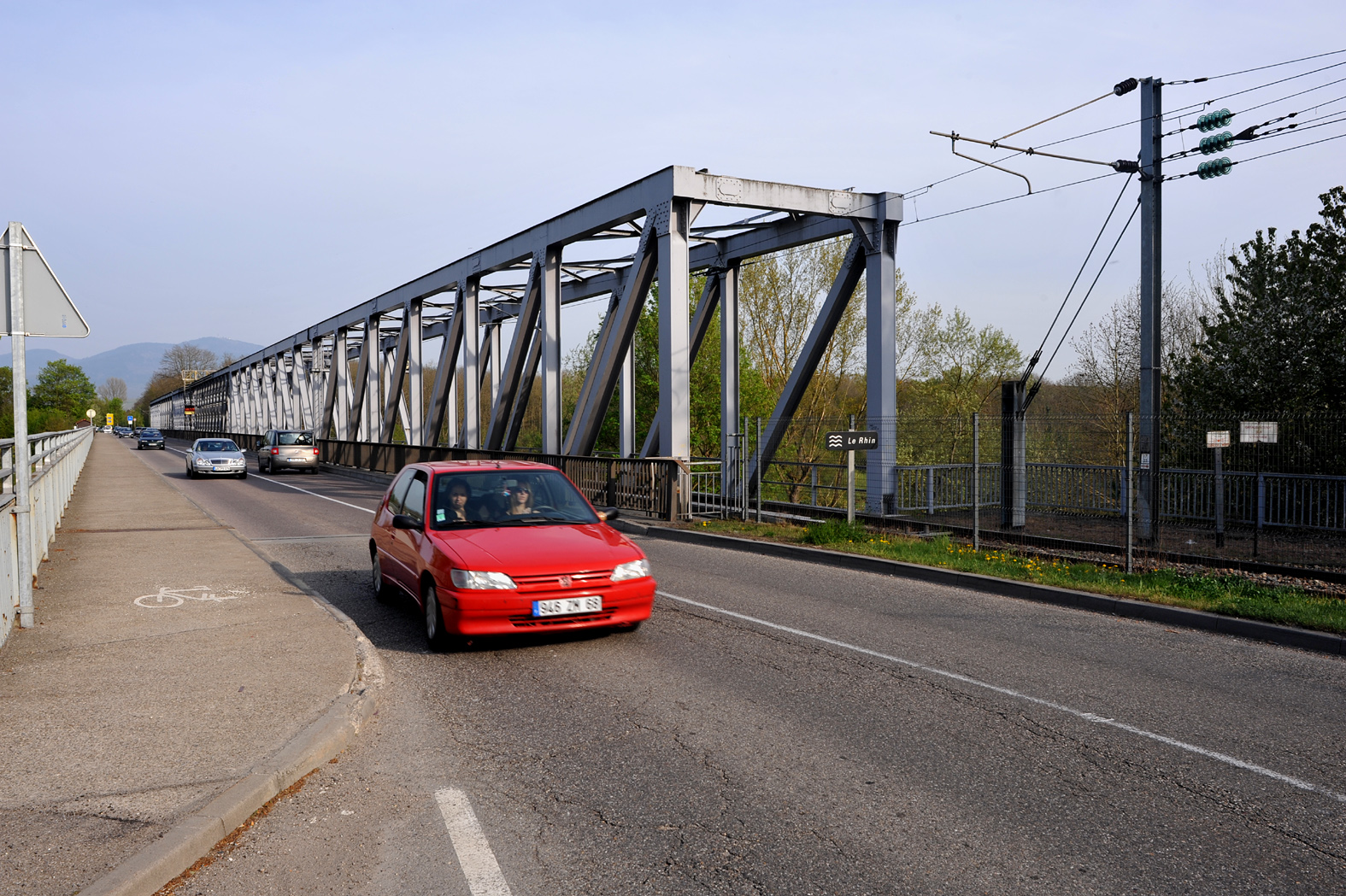
Eisenbahn- und Straßenbrücke nach Chalampe über den Rhein (von Westen, 2010) In der Mitte die Staatsgrenze D/F (Schild in deutschen Landesflaggenfarben am Eisenbahntragwerk)

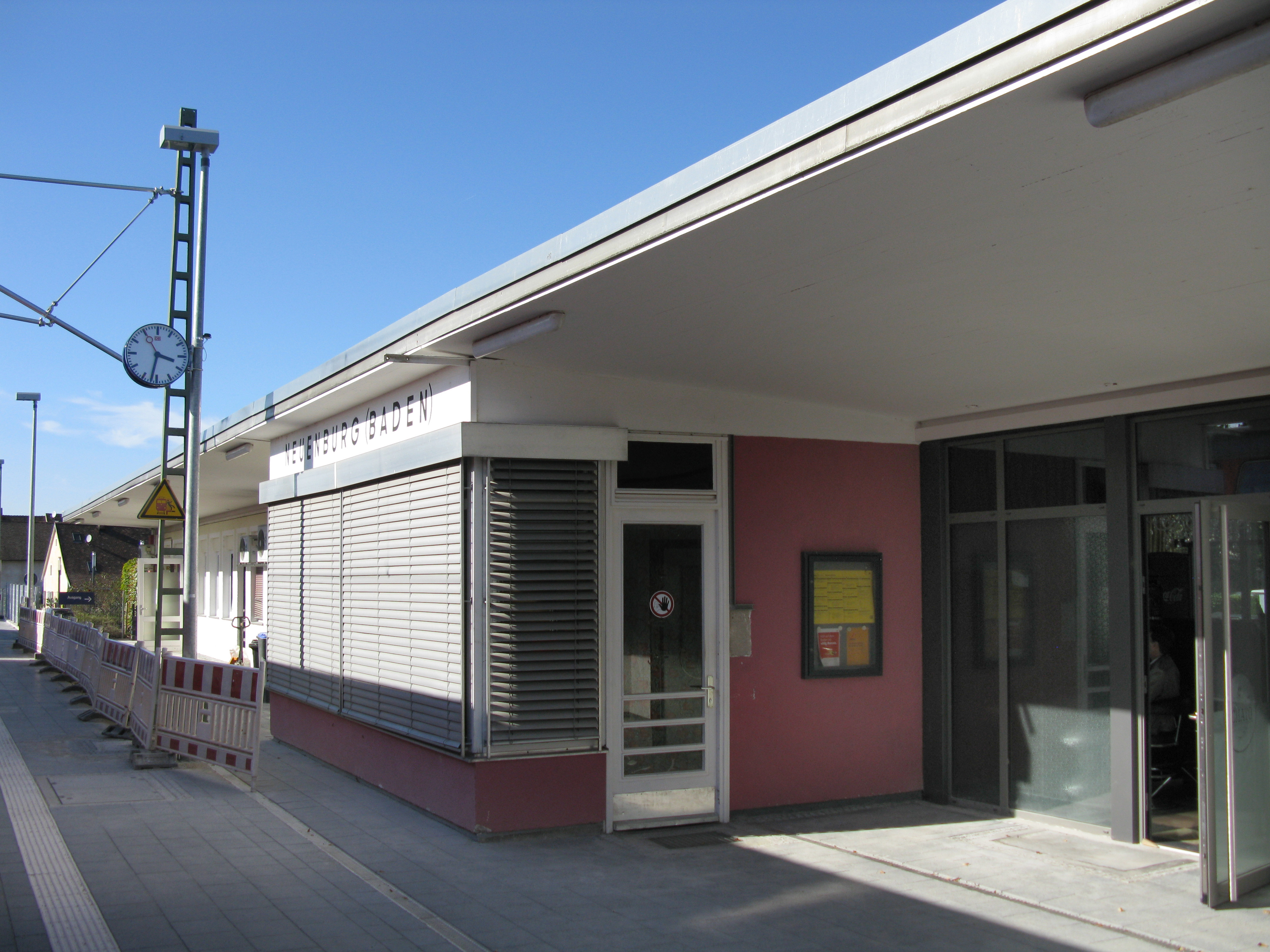
Bahnhof Neuenburg (Baden)

Neuenburg liegt an der eingleisigen Bahnstrecke Müllheim–Mülhausen.
Die Eisenbahnbrücke Neuenburg–Chalampé über den Rhein wurde am 5. Februar 1878 eingeweiht. Am 7. Oktober 1939 wurde sie nur fünf Wochen nach der Anzettelung des Zweiten Weltkriegs durch Deutschland von französischen Truppen gesprengt, ebenso wie die 1872/73 errichtete Schiffbrücke. Nach dem Übertritt deutscher Truppen auf französisches Staatsgebiet wurde Mitte Juni 1940 sofort mit dem Wiederaufbau begonnen. Zuerst wurde das Rheinbett freigemacht, dabei waren das größte Hindernis die Trümmer der zerstörten Brücke. Ein Teil der Brücke, der komplett im Flussbett lag, wurde freigebaggert, durch Tauchkräfte zerlegt, mit einem Hebeschiff gehoben und an Land geborgen. Die noch zu gebrauchenden Teile der Brücke wurden beim Wiederaufbau der Eisenbahnbrücke verwendet. Am 15. August 1941 wurde die Eisenbahnbrücke wieder für den Verkehr freigegeben. Als Ersatz für die zerstörte Schiffbrücke wurde durch Pionierkräfte eine Behelfsbrücke errichtet, die „Schwabenbrücke“. Sie wurde nach dem Rückzug der deutschen Truppen abgebrochen und durch eine Pontonbrücke ersetzt. Von November 1944 bis Februar 1945 lag die Eisenbahnbrücke ständig unter feindlichem Beschuss, Mitte Dezember griffen zwei US-amerikanische Bomberverbände mit je 32 Flugzeugen an, ein weiterer größerer Kampfverband im Januar 1945. Die abgeworfenen Bomben landeten vor allem im Rhein, eine traf einen beim Neuenburger Rheinhafen liegenden Geschützstand. Im April 2020 musste eine bei Sondierungen für die Landesgartenschau 2022 gefundene Fliegerbombe entschärft und entsorgt werden. Am 9. Februar 1945 schließlich wurde die Brücke von deutschen Resttruppen gemäß einem Führerbefehl erneut gesprengt.
Der Personenverkehr auf der nach dem Krieg wiedererrichteten Brücke wurde Mitte der 1970er Jahre eingestellt. Neben Pilgerzügen nach Lourdes und Güterzügen verkehrte auf der Strecke nach Mülhausen in Frankreich bis 2012 lediglich der so genannte Eventverkehr: Dieses im Sommer 2006 gestartete Projekt verband an insgesamt 23 Sonntagen im Jahr, darunter auch die vier Adventswochenenden, die Städte Müllheim, Neuenburg am Rhein und Mülhausen im Elsass. Seit dem 9. Dezember 2012 gibt es täglich bis zu sieben Verbindungen, wobei mindestens ein Zugpaar direkt bis Freiburg (Breisgau) Hbf geführt wird. Zum Einsatz kommen französische X73900.
Seit Beginn des Winterfahrplans am 14. Dezember 2009 verkehren Regionalbahnzüge der Relation Freiburg-Müllheim weiter bis nach Neuenburg und binden so die Stadt an das schienengebundene DB-Netz an. Realisiert wurde ein Zweistundentakt sowohl montags bis freitags (mit einzelnen Taktlücken) wie auch am Wochenende.
Seit August 2013 wurde je ein TGV-Zugpaar von Freiburg über die Strecke nach Paris geführt. Nach der Fertigstellung des dritten und vierten Gleises der Rheintalbahn wäre ein S-Bahn-Betrieb von Mulhouse nach Freiburg im Stundentakt möglich.
Die Stadt betreibt zusammen mit der Südwestdeutschen Landesverkehrs-GmbH (SWEG) ein eigenes Stadtbussystem innerhalb der Gesamtgemarkung und zum östlich benachbarten Bahnhof Müllheim. Damit wurde eine vertaktete Anbindung an die Schnellbahnverkehre ab Freiburg und Basel erreicht. Mit weiteren Buslinien ist die Stadt an das überregionale ÖPNV-System angeschlossen und gehört dem Regio-Verkehrsverbund Freiburg (RVF) an. Seit Mitte Juni 2022 ist im Rathaus Neuenburg ein entsprechender Online-Abfahrtsmonitor eingerichtet.

#### Schifffahrt
Im Elsass befindet sich am Westufer des 1959 fertiggestellten Rheinseitenkanals auf der Höhe von Ottmarsheim der zweitgrößte Containerhafen für die Binnenschifffahrt Frankreichs.

#### Radverkehr
Durch eine Alltagsroute aus dem Radnetz Baden-Württemberg ist Neuenburg mit Müllheim im Markgräflerland und Richtung Chalampé und Mulhouse verbunden.
Durch Neuenburg verlaufen die folgenden beiden Landes-Radfernwege: 
- Der baden-württembergische Rheinradweg von Konstanz bis Mannheim ist Teil der rechtsrheinischen Variante des Rheinradwegs, der von der Quelle des Rheins am Oberalppass im Schweizer Kanton Graubünden bis zur Mündung bei Rotterdam führt. Von Weil am Rhein her verläuft er am Rhein bis kurz vor den Ortsteil Steinenstadt, weiter über Neuenburg und die Ortsteile Zienken und Grißheim, ab dann wieder am Rhein nach Breisach. Er ist als Eurovelo-Route 15 (Rheinradweg)[37] und als D-Route 8 (Rhein-Route)[38] ausgewiesen.
- Der Südschwarzwald-Radweg führt als Rundweg von Hinterzarten über Waldshut-Tiengen, Basel und Freiburg rund um den Naturpark Südschwarzwald. In Steinenstadt trifft der von Weil am Rhein kommende Hauptweg mit der Variante zusammen, die ab Rheinfelden (Baden) über Lörrach und Kandern verläuft. Bis Grißheim verläuft der Weg gemeinsam mit dem Rheinradweg, danach führt der Südschwarzwald-Radweg über Heitersheim und Bad Krozingen nach Freiburg.

Weitere touristische Routen:
- Der Markgräfler Radwanderweg verläuft parallel dazu von Freiburg nach Weil am Rhein und verbindet Neuenburg mit dem Ortsteil Steinenstadt und der Nachbargemeinde Schliengen.
- Der Europäische Radwanderweg von Freiburg nach Mulhouse überquert bei Neuenburg den Rhein.
- Der Dreilandradweg führt als Rundweg über 194 km durch Deutschland, Frankreich und die Schweiz und überquert bei Neuenburg den Rhein und die Grenze zu Frankreich.

#### Straßen
Die zwischen Stadt und Altrhein gelegene Bundesautobahn 5 (Niederaula – Weil am Rhein) befahren auf Neuenburger Höhe täglich ca. 50.000 Fahrzeuge. Südlich von Neuenburg überqueren täglich ca. 14.000 Pkws von Frankreich kommend den Rhein; sie werden über den Autobahnzoll Ottmarsheim und die Rheinbrücke Ottmarsheim, zum Autobahndreieck Neuenburg auf die A 5 geführt.

Die Bundesstraße 378 verbindet als Autobahnzubringer die bei der östlichen Nachbarstadt Müllheim gelegene Bundesstraße 3 mit Neuenburg und der A 5.

### Wasserversorgung
Zur besseren Wasserversorgung der Stadt wurde 1901 ein Wasserturm an der Basler Straße errichtet (siehe auch Oberrhein-Aquifer).

## Bildung

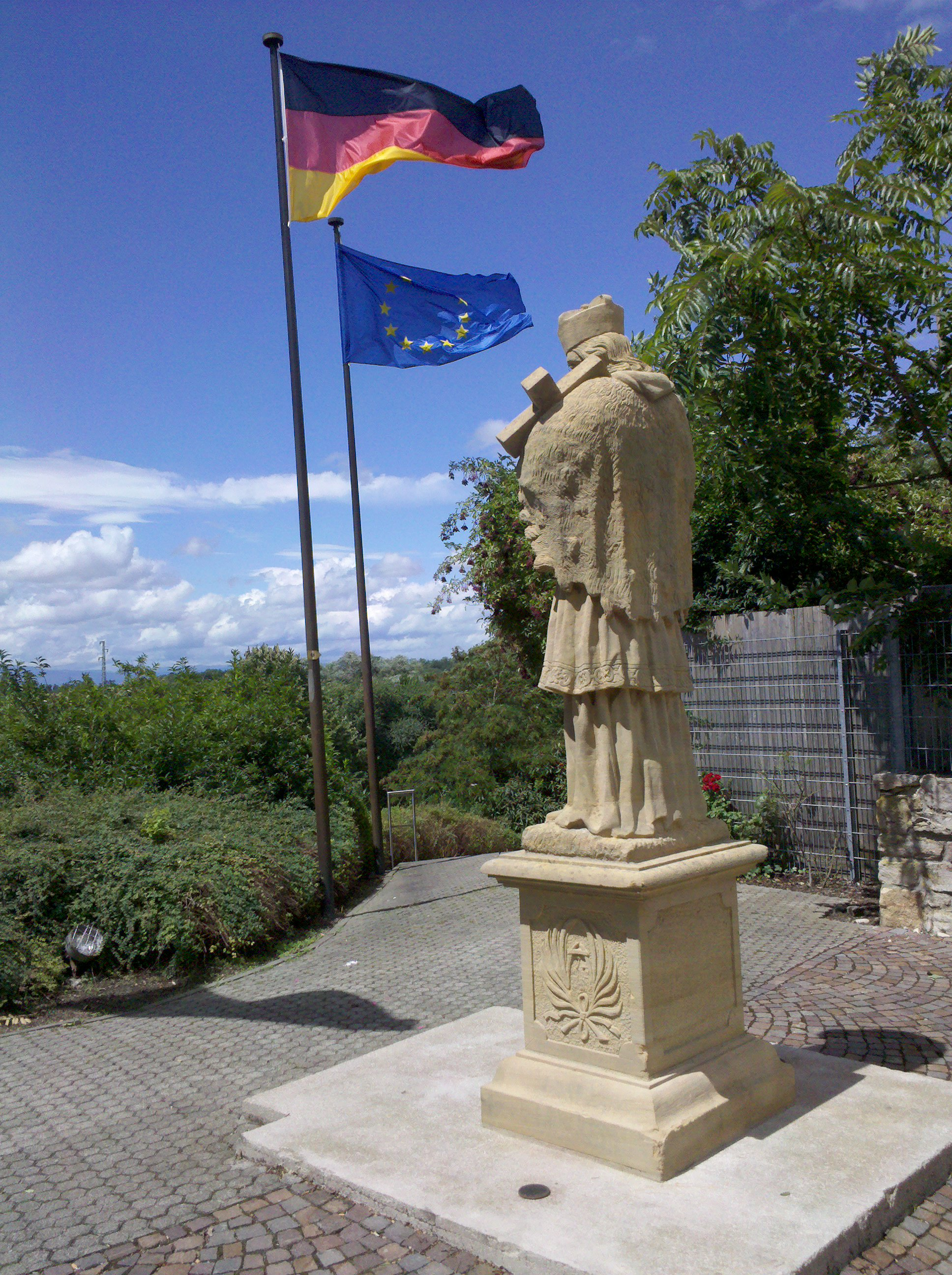
Nepomukstatue in der Münstergasse

Die Stadt Neuenburg verfolgt beim Thema Bildung einen ganzheitlichen Ansatz im Erlernen von Fremdsprachen. Aufgrund der Nähe zu Frankreich liegt der Schwerpunkt auf deutsch-französischen Angeboten. Der Französisch-Unterricht zieht sich vom Kindergarten über die Grundschule und die weiterführenden Schulen bis hin zur Erwachsenenbildung. So gibt es einen deutsch-französischen Kindergarten und eine grenzüberschreitende Volkshochschule.
Die Zähringer Grund-, Haupt- und Werkrealschule war bereits vor der Einführung von Französisch als erster Fremdsprache ab der ersten Klasse eine Pilotschule, in welcher der Französischunterricht mit Grundschülern erprobt wurde. Auch in der Mathias-von-Neuenburg-Realschule ist Französisch erste Fremdsprache, künftig werden aber die Schüler ab der fünften Klasse mit Englisch und Französisch zwei Fremdsprachen erlernen. Derzeit entwickelt man an der Schule im Rahmen eines Interreg-Projektes ein trinationales Zertifikat für die mittlere Reife, das auch in Frankreich und der Schweiz anerkannt werden soll. 2005 ging das neue dreizügige Kreisgymnasium in Neuenburg am Rhein in Betrieb. Diese Schule ist seit 2006 dreizügig. Schon in der 5. Klasse gibt es die zwei Fremdsprachen Französisch und Englisch, bei der Profilwahl ist auch Spanisch als dritte Fremdsprache möglich.

### Kindergärten
- Städtischer Kindergarten Bierlehof, mit deutsch-französischem Kindergarten in Neuenburg
- Städtische Kindergärten in Grißheim und Steinenstadt
- Evangelische Kindergärten in Neuenburg und Zienken
- Katholische Kindergärten St. Fridolin und St. Josef in Neuenburg

### Schulen
- Rheinschule Neuenburg mit Außenstellen in Grißheim, Zienken und Steinenstadt (Grundschule)[39]
- Mathias-von-Neuenburg Schule. Werkreal- und Realschule[40]
- Kreisgymnasium Neuenburg[41]

### Volkshochschule
Die deutsch-französische REGIO Volkshochschule / Université Populaire REGIO ist Mitglied des Volkshochschulverbandes Baden-Württemberg und der Association des Universités Populaires de France. Träger ist ein Verein nach französischem Recht, die Association UP REGIO. Mitglieder sind auf deutscher Seite die Stadt Neuenburg am Rhein sowie auf französischer Seite der Gemeindeverwaltungsverband Communauté de Communes Porte de France Rhin Sud. Die REGIO Volkshochschule ist damit eine deutsch-französische Einrichtung der Erwachsenenbildung, bei der sich sechs französische und eine deutsche Gemeinden in einem gemeinsamen Projekt zusammengeschlossen haben. Viele Kurse und Veranstaltungen sind sowohl für deutsche als auch für französische Teilnehmer konzipiert. Schwerpunkt ist ein bürgernahes Angebot, um die Begegnung der Menschen aus beiden Ländern zu fördern.

## Sport
Der Baseballclub der Stadt, die Neuenburg Atomics, spielen 2012 in der 2. Baseball-Bundesliga Süd. Die Spielstätte des Teams, der Atomics Baseball-Park, war im Sommer 2010 einer von drei Austragungsorten der Baseball-Europameisterschaft 2010.

## Persönlichkeiten

### Söhne und Töchter der Stadt
- Matthias von Neuenburg (* um 1295; † um 1364), Kanzler des Bischofs von Straßburg und Chronist
- Johannes Wannenmacher (* um 1485; † um 1551), Komponist
- Sebastian Meyer (1465–1545), Reformator
- Johann Baptist Mayer (1846–1903), Stadtgeometer in St. Gallen
- Uli Edel (* 1947), Filmregisseur
- Willi Kramer (* 1949), Archäologe
- Wolfram Leibe (* 1960) in Grißheim, Kommunalpolitiker (SPD) und Oberbürgermeister von Trier
- Ulrike Schäfer (* 1967), ehemalige deutsche Fußballspielerin, Gewinn DFB-Pokal und Meisterschaft mit dem TSV Siegen
- Mike Maas (* 1969), Schauspieler
- Andreas Bornemann (* 1971), ehemaliger deutscher Profifußballspieler und heutiger Manager des FC St. Pauli
- Mike Jenkins (* 1985), US-amerikanischer American-Football-Spieler

### Persönlichkeiten mit Bezug zur Stadt
- Brunwart von Augheim (ca. 1250–1300, urk. 1263–1296), Ritter, Minnesänger und Schultheiß, von Neuenburg in der zweiten Hälfte des 13. Jahrhunderts
- Otto Brunfels (1488–1534), Humanist und Botaniker, Pfarrer in Neuenburg
- Bernhard von Sachsen-Weimar (1604–1639), Feldherr, verstorben in Neuenburg
- Konrad Martin (1765–1844), Stadtpfarrer 1795–1833, seit 1807 Dekan des Neuenburger Kapitels, später Domkapitular in Freiburg (1833–1844)
- Konstantin Schäfer (1899–1978), deutscher Pädagoge und Heimatforscher, lebte in Neuenburg
- Hans Jakob Wörner (1941–2002), Kunsthistoriker und Denkmalpfleger, lebte in Neuenburg
- Franziska Brantner (* 1979), Politikerin (Bündnis 90/Die Grünen), aufgewachsen in Neuenburg